# Enbarr
Enbarr, eller Embarr, var i keltisk mytologi namnet på Manannans häst. Han var odödlig och kunde varken bli dödad av människor eller gudar. Han kunde springa över land och vatten utan att någonsin vidröra vatten eller jord.
Namnet har tolkats på flera olika sätt: En-man (av aon "en" och barr "hår, hästman"), "fradga" (av én "vatten" och barr "skum"] och i formen Embarr "fantasi".
I formen Embarr förknippas hästen med Manannans dotter Niamh.
Hästen har också kallats Aonbharr, Aonbárr, Manannans häst och på klassisk iriska Aonḃaɼɼ Mhanannáin.